# Ortografia de Bello

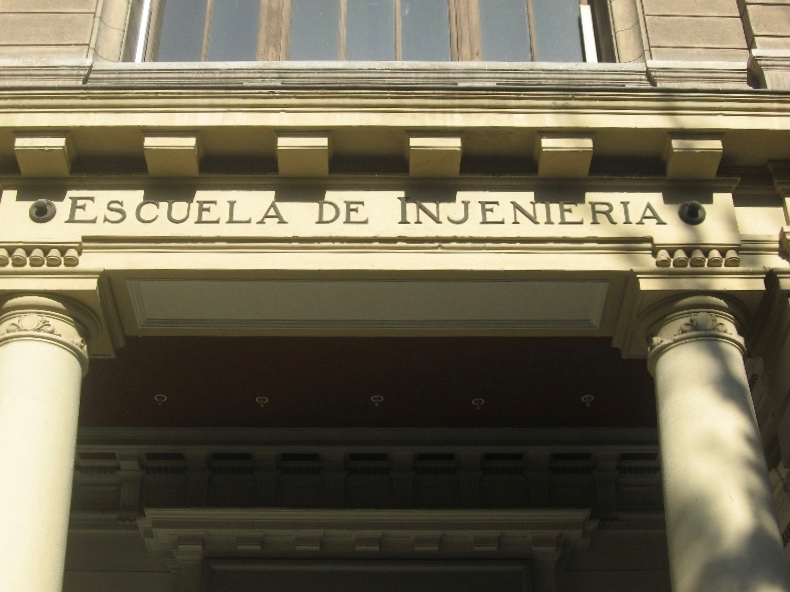
Frontis de l'edifici de la Facultat de Ciències Físiques i Matemàtica de la Universitat de Xile, inaugurat el 1922, utilitza l'ortografia xilena o de Bello: «Escuela de Injeniería».

L'ortografia de Bello  o ortografia xilena, van ser els noms que va rebre la reforma ortogràfica de l'espanyol parlat a Amèrica creada pel lingüista veneçolà Andrés Bello i l'escriptor colombià Juan García de Río.
Va ser originàriament publicada a Londres, en l'article «Indicaciones sobre la conveniencia de simplificar y uniformar la ortografía en América», en les revistes Biblioteca Americana el 1823 i El Repertorio Americano el 1826; i va tenir com a objectiu la modificació de l'ortografia de l'espanyol americà per aconseguir la correspondència perfecta entre grafemes i fonemes.
De forma parcial, aquesta reforma ortogràfica va començar a usar-se oficialment a Xile el 1844 i, després, el seu ús es va estendre a l'Argentina, Colòmbia, Equador, Nicaragua i Veneçuela. L'últim país en mantenir-la va ser Xile, on les normes de la Reial Acadèmia Espanyola (RAE) van ser adoptades el 1927.

## Antecedents
Ja cap a finals del segle xv, l'humanista Antonio de Nebrija va proposar en el llibre primer de la seva Gramática castellana (1492) que «tenemos de escribir como pronunciamos, y pronunciar como escribimos, porque en otra manera en vano fueron halladas las letras», presentant el concepte de l'ortografia fonètica espanyola,  que va repetir en el text Reglas de ortographia de la lengua castellana (1517).
Posteriorment, en la primera meitat del segle xvii, Gonzalo Correas va ser l'impulsor d'una reforma ortogràfica amb criteri fonètic en lloc d'etimològic, sota el principi que a cada fonema havia de correspondre un grafema de mode biunívoc, idea que va plasmar en les seves obres: Nueva i zierta ortografia kastellana (1624) i Ortografia kastellana nueva i perfeta (1630), on va dir: «eskrivamos pura i linpiamente, komo se pronunzia, konforme á la di[c]ha rregla, ke se á de eskrivir, komo se pronunzia, i pronunziar, komo se eskrive» (ortografía original).
Encara que la Reial Acadèmia Espanyola (1713) va anar simplificant la grafia de l'idioma espanyol a partir de la publicació de la seva Orthographía española (1741), cercant el patró fonètic, aquesta tendència a reformar l'escriptura es va aturar el 1815. D'altra banda, aleshores l'Acadèmia no incloïa americans entre els seus membres ni prenia en consideració els processos que la llengua experimentava en contacte amb la diversitat lingüística de les terres conquerides; d'aquesta manera, els estudiosos de la llengua americans van haver de portar a terme la seva feina fora d'ella i, de vegades, en franca oposició.

## Reforma ortogràfica

### Proposta de Bello

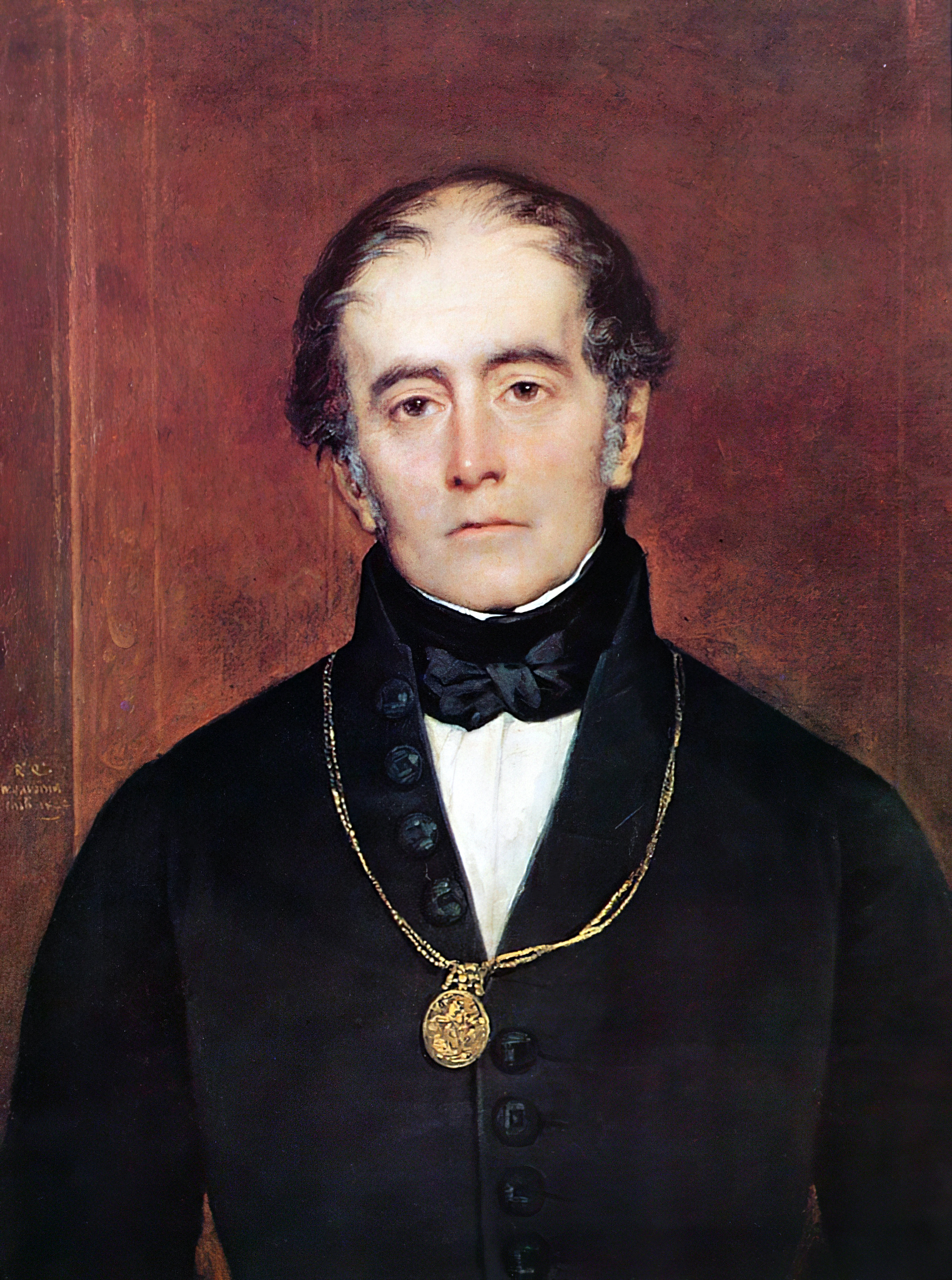
Andrés Bello autor de la reforma ortogràfica

A Londres el 1823, en el primer número de la revista Biblioteca Americana, Andrés Bello i Juan García de Río van publicar l'article «Indicaciones sobre la conveniencia de simplificar y uniformar la ortografía en América». En ell, i malgrat reconèixer el treball de la Reial Acadèmia Espanyola en ordenar i simplificar la grafia de la llengua, Bello va considerar que les limitacions etimològiques que l'Acadèmia s'havia imposat, havien provocat efectes desastrosos en l'ensenyament en ambdues ribes del Atlàntic, i es va pronunciar: «en favor del criterio fonético y [en contra d]el etimológico». La tesi de Bello es recolzava en que l'ús de la etimologia com a criteri lingüístic era ociós - perquè la lectura i en general l'ús de la llengua en res no es vinculen amb el seu coneixement històric- i, en vista dels problemes que produïa, contrari al ús racional. A causa d'això, Bello va proposar eliminar l'ambigua «c» i la «h muda», assignar a «g» e «y» només un dels seus valors, escriure sempre «rr» per representar la consonant vibrant i dedicar un cos d'estudiosos a resoldre sobre el terreny la diferència entre «b» y «v» (betacisme). El seu objectiu era crear una ortografia fonètica entre els fonemes i els grafemes, simplificant l'ortografia vuitcentista del espanyol d'Amèrica. Bello va promoure, a més a més una redistribució del síl·labari en consideració a la realitat de l'ús lingüístic.

Xile va ser l'últim país en mantenir aquesta ortografia, vigent allà per més de 83 anys. La diferència en els usos ortogràfics es va prolongar fins a 1927, quan el govern del president Carlos Ibáñez del Campo, pel mig del decret 3876 del Ministeri d'Instrucció Pública, va restituir les normes acadèmiques de la RAE a l'ensenyament i documents oficials a partir del 12 d'octubre del mencionat any.

## Iniciatives posteriors
El premi Nobel de Literatura de 1956 Juan Ramón Jiménez va utilitzar en la seva obra Poemas májicos y dolientes (1909) una ortografia semblant a la de Bello: «[porque] se debe escribir como se habla[,] por amor a la sencillez [y] por antipatía a lo pedante». Al I Congrés Internacional de la Llengua Espanyola, portat a terme a Zacatecas (Mèxic) el 1997, el premi Nobel de Literatura de 1982 Gabriel García Márquez va reeditar, entre d'altres, la proposta de Bello, va defensar la supressió de grafies arbitràries i va advocar per «jubil[ar] la ortografía»
Així mateix, l'escriptor i filòsof Miguel de Unamuno va advocar per l'adopció de «una ortografía fonética i senzilla» en La raza y la lengua, IV volum de Obras completas, on es van incloure els seus articles sobre la reforma de l'escriptura,  que també va expressar en «nivola» Niebla (1914). D'altra banda, el filòsof Jesús Mosterín va plantejar, tant en Ortografía fonémica del español (1981) com en Teoría de la escritura (1993), «una nova ortografia per l'espanyol» basada en els seus fonemes.